# Serie A 2008-09

Distribució dels equips de la Serie A durant la temporada 2008-09

La Serie A 2008-09 va ser la 107a edició de la Lliga italiana de futbol i la 77a temporada d'ençà que es disputa en sistema de lliga. El 30 d'agost del 2008 tenia lloc la primera jornada del campionat mentre que els últims partits es van disputar el 31 de maig del 2009.
L'Inter s'adjudicà el seu quart títol consecutiu.

## Classificació
J = Partits jugats; G = Partits guanyats; E = Partits empatats; P = Partits Perduts; GF = Gols favor; GC = Gols contra; Dif = Diferència gols; Pts = Punts; Notes = Apunts posició
La SS Lazio, guanyador de la Coppa Italia, fou premiat amb la participació a la Copa de la UEFA 2009-10.
- Font: www.resultados-futbol.com/serie_a2009'

## Màxims golejadors
| Jugador            | Gols | Equip          |
| ------------------ | ---- | -------------- |
| Zlatan Ibrahimović | 25   | Inter          |
| Marco Di Vaio      | 24   | Bolonya        |
| Diego Milito       | 24   | Gènova         |
| Gilardino          | 19   | ACF Fiorentina |
| Kaká               | 16   | AC Milà        |